# Tom Petty spotyka Debbie Harry
Tom Petty spotyka Debbie Harry – piąty singiel zespołu Pidżama Porno promujący płytę Marchef w butonierce. Singiel został wydany w ograniczonym nakładzie (każdy egzemplarz jest numerowany) przez S.P. Records w 2001 roku (SP S 04/01).
Tytuł piosenki Tom Petty spotyka Debbie Harry wywodzi się od tego, iż muzycznie utwór przypomina spotkanie tych dwóch postaci.
Na okładce singla znalazły się zdjęcia z sesji podczas kręcenia teledysku do tytułowej piosenki.

## Lista utworów
na podstawie okładki SP S 04/01, obok w nawiasach tytuły alternatywne
1. „Tom Petty spotyka Debbie Harry” – wersja wersja radiowa 4:12
2. „Tom Petty spotyka Debbie Harry” – wersja z Białegostoku (wersja demo[2]) 4:19
3. „Tom Petty spotyka Debbie Harry” – wersja wegetariańska (wersja marchefkowa[2]) 4:04
4. „Tom Petty spotyka Debbie Harry” – wersja z lodowca (wersja techno[2]) 7:03